# 테리 호크스

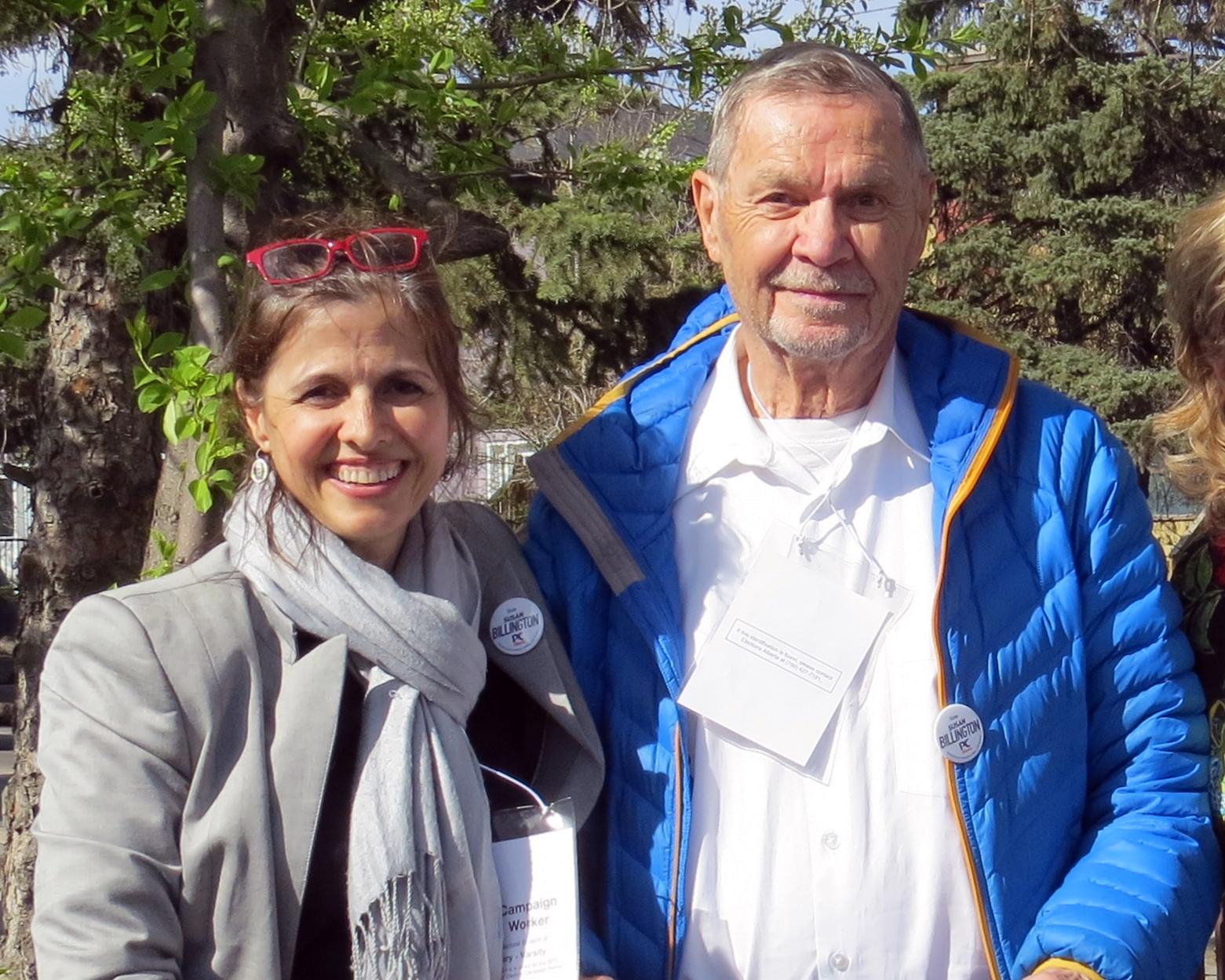

테리 호크스(Terri Hawkes, 1958년 1월 1일 ~ )는 캐나다의 배우, 각본가, 성우이다.
캘거리에서 태어났다.

## 영화
- 큐브 제로 (2004년)
- 머더 인 어 스몰 타운 (1999년)
- 프리즈너 오브 러브 (1999년)
- 블러드 레인 (1998년)
- 도그 파크 (1998년)
- 페이퍼트레일 (1998년)
- 머니 킹 (1998년)
- 킬링 머신 (1994년)
- 지옥의 슬로터 (1993년)
- 대부와 연인 (1989년)
- 졸업 파티 2 (1987년)
- 킬러 파티 (1986년)
- 아기 곰 구출단 (1985년)